# Luis Alberto Pérez (boxe anglaise)
Luis Alberto Pérez est un boxeur nicaraguayen né le 6 avril 1978 à Managua.

## Carrière
Passé professionnel en 1996, il devient champion du monde des poids super-mouches IBF le 4 janvier 2003 en battant Felix Machado aux points puis conserve sa ceinture lors du combat revanche et contre Luis Bolano et Dimitri Kirilov.
Pérez laisse alors son titre vacant pour combattre en poids coqs. Il remporte la ceinture vacante IBF le 7 juillet 2007 en battant Genaro Garcia par KO à la 7e reprise. Il est en revanche battu dès le combat suivant par Joseph Agbeko le 29 septembre 2007 et mettra un terme à sa carrière en 2014 sur un bilan de 27 victoires, 5 défaites et 1 match nul.